# 台北萬豪酒店

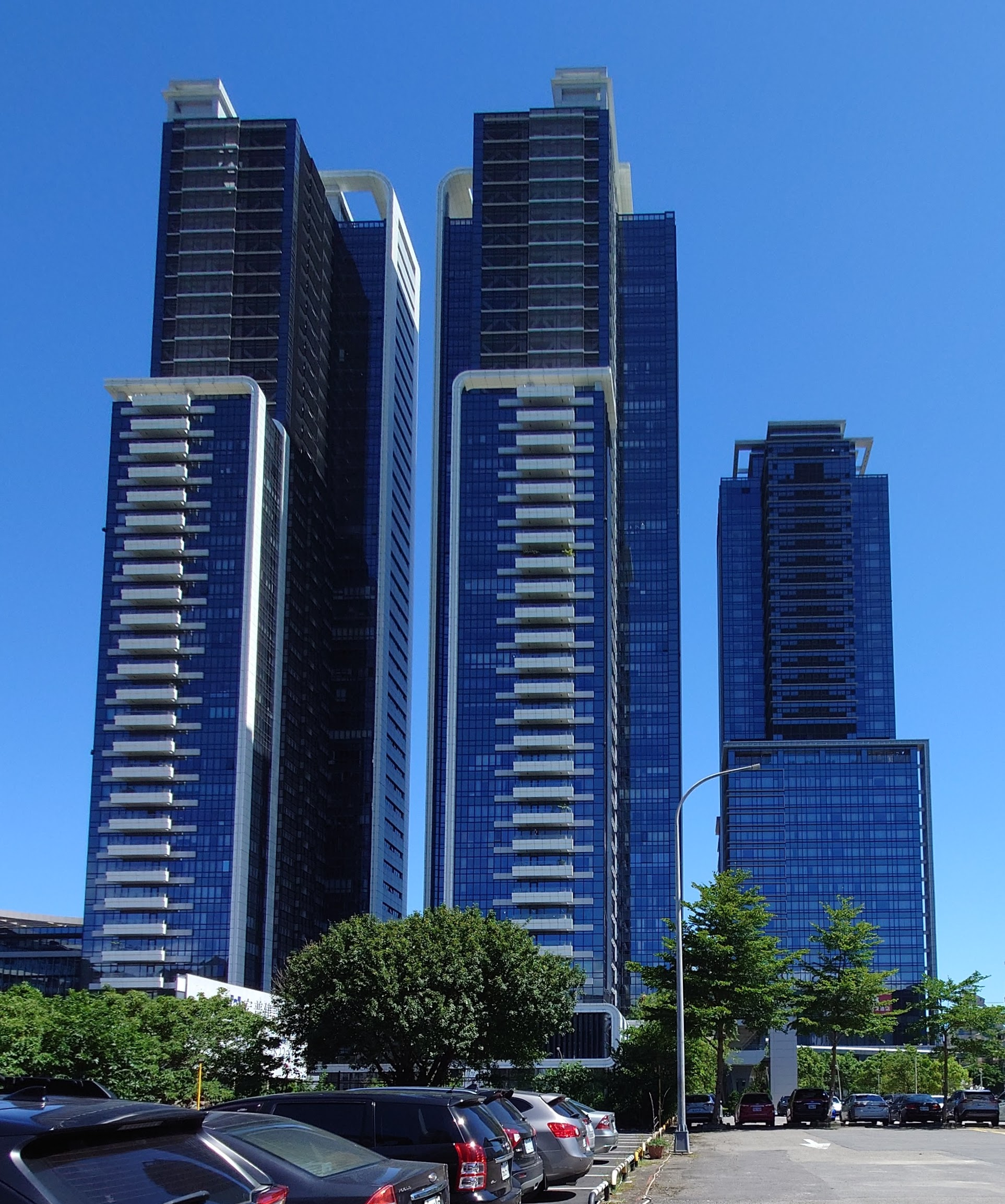
台北萬豪酒店位於西華富邦建築群C棟（右）

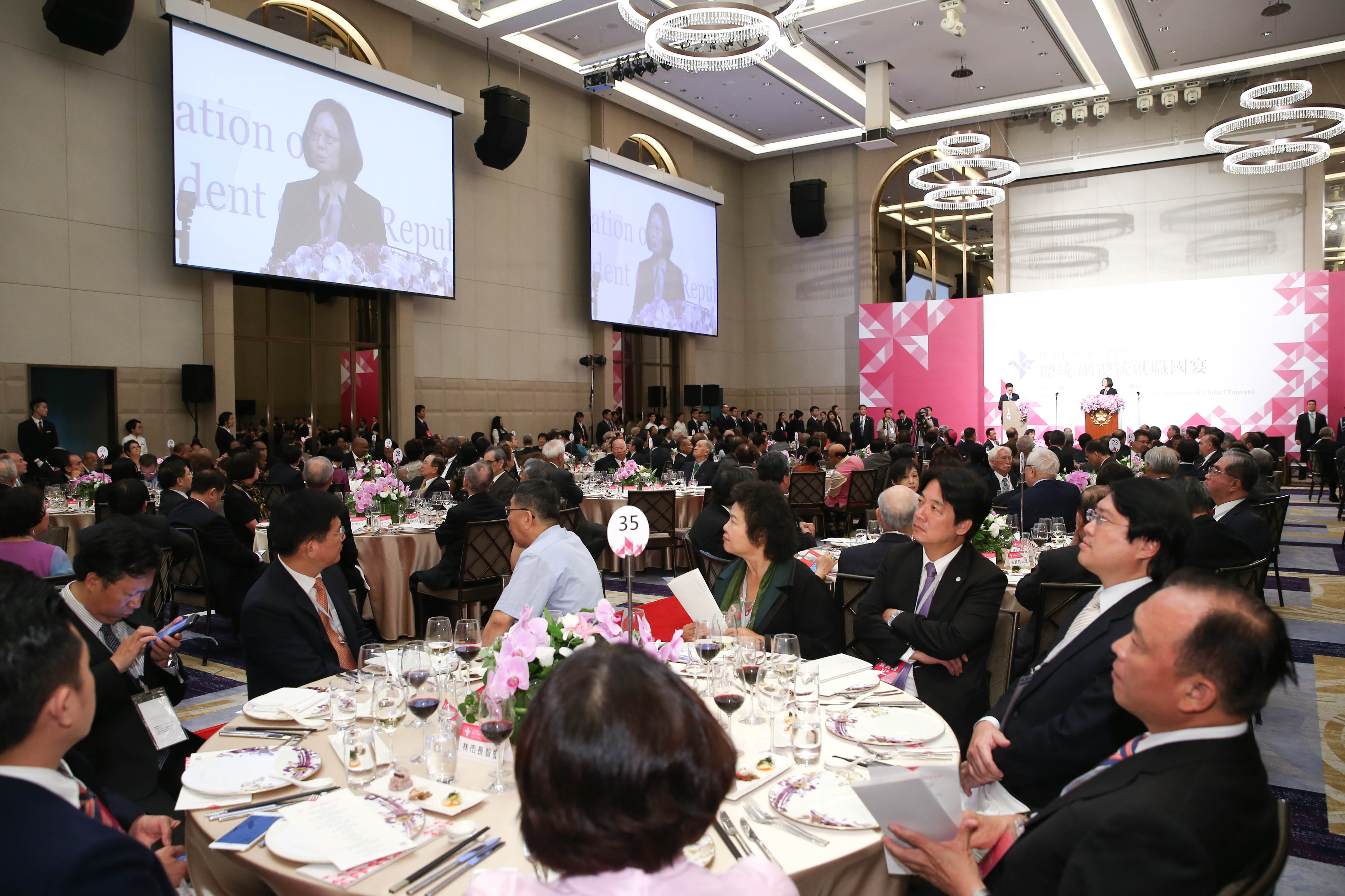
2016年中華民國總統就職國宴在台北萬豪酒店舉行，是首次未在圓山大飯店舉行之就職國宴

台北萬豪酒店（英語：Marriott Taipei）位於台北市中山區大直重劃區的飯店，由西華飯店集團投資開發並由旗下的宜華國際管理，加盟萬豪國際的萬豪酒店品牌。座落於台北市中山區基隆河畔西華富邦C棟，2015年8月24日開始試營運，9月28日正式開幕。
酒店以國際會展飯店為定位，共有26個多功能宴會廳、上百間客房和6間餐廳，該飯店也為西華富邦同社區的A棟、B棟住戶提供飯店式公寓服務。鄰近美麗華百樂園、NOKE忠泰樂生活和台北美福大飯店。

## MIDTOWN中城廣場
MIDTOWN中城廣場是台北萬豪酒店所屬的小型商場，原規劃交由環球購物中心團隊負責招商，後來改為自行招商，於2017年11月10日正式開業。商場營業面積為882坪、營業樓層為地上二層的中城廣場引進13個品牌，包含高檔主題餐廳、咖啡店、食品、時裝、家具、文創禮品、生活選品店、高爾夫用具店等。

## 大眾運輸

### 鐵路運輸
```
臺北捷運
```

- 文湖線：劍南路站

## 外部連結
- （繁體中文）台北萬豪酒店 （页面存档备份，存于）
- （繁體中文）MIDTOWN中城廣場 （页面存档备份，存于）